# Lublini Repülőgépgyár
A Lublini Repülőgépgyár, röviden LWS (lengyelül: LWS – Lubelska Wytwórnia Samolotów) egy 1936–1939 között Lublinban működött lengyel repülőgépgyár volt. Az LWS az 1920-tól repülőgépek előállításával is foglalkozó Plage i Laśkiewicz gyár államosításával jött létre és Lengyelország 1939-es német megszállásáig működött.

## Története
A lengyel kormány az 1930-as évek közepétől állami kézben kívánta koncentrálni a repülőgépgyártással foglalkozó vállalatokat, így a Plage i Laśkiwicz gyárat 1935-ben csődbe kényszerítették, majd 1936 februárjában LWS néven indult újra az államosított vállalatnál a munka. Formálisan az állami Podlasiei Repülőgépgyárnak (PWS) volt alárendelve, de gyakorlatilag a lengyel Állami Repülőgépgyárak (PZL) koordinálta a tevékenységét. Műszaki igazgatója és főkonstruktőre 1937 őszéig Zbysław Ciołkosz volt.

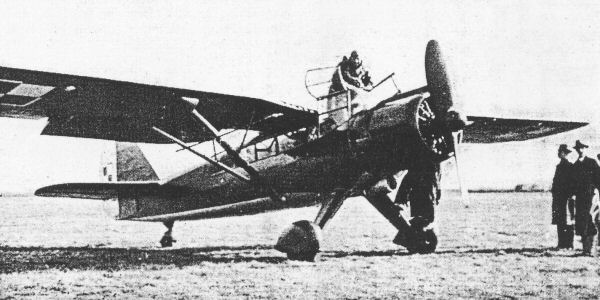
LWS–3 Mewa

Az LWS első gyártmányai még az Plage i Laśkiewicz vállalatnál kifejlesztett repülőgépek voltak. 1936-ban az LWS befejezte 18 darab félkész Lublin R–XIIIF felderítő repülőgép építését. További 32 db-t rendelt a Lengyel Légierő a típusból, ezeket 1938-ban építette meg az LWS. Ugyancsak folytatták az LWS–1-re átnevezett Lublin R–XX torpedóbombázó hidroplán fejlesztési munkálatait és a prototípus építését, de a gép rossz repülési paraméterei miatt a légierő nem rendelt belőle.
1937-ben készült el az LWS főkonstruktőre, Ciołkosz által tervezett LWS–2 könnyű mentőrepülőgép prototípusa. A katonai megrendelések növekedése miatt, kapacitás hiányában a sorozatgyártásra nem került sor.
1936-ban az LWS kapta meg a Ciołkosz által még a PZL-nél elkezdett PZL.30 közepes bombázó további fejlesztését, amely az LWS–6 Żubr típusjelet kapta. A gép lényegesen gyengébb volt, mint a hasonló feladatkörű PZL.37 Łoś, így a gyártási darabszámot 15-re csökkentették. Ezek a gépek 1938-ban készültek el. Az LWS még 1939-ig ugyan folytatta az LWS–6 további fejlesztését, de újabb prototípus már nem készült. Az LWS elkészítette a közepes bombázó hidroplán-változatának, az LWS–5-nek a terveit is. A várható elégtelen teljesítmény és alacsony fegyverterhelés miatt azonban a prototípus építését félbehagyták.
1937-re készült el a vállalat saját tervezésű új repülőgépe, az LWS–3 Mewa felderítő és futárrepülőgép. A Lengyel Légierő egy 200 db-os sorozatot rendelt ebből a típusból, de a második világháború kitöréséig csak néhány darabot sikerült elkészíteni, mintegy 30 db félkész állapotban volt a német megszállás idején. Az LWS 1938–1939 között egy 65 db-os sorozatot készített az RWD tervezőirodánál tervezett RWD–14 Czapla felderítő és futárrepülőgépből.
A repülőgépgyártás mellett az LWS-nél végezték el a lengyel légierő 47 db, még a Plage i Laśkiewicz-nél és a PWS-nél licenc alapján gyártott Potez XXV könnyűbombázójának átépítését, melynek során a gépekbe az eredeti soros motor helyett a Lengyelországban licencben gyártott Bristol Jupiter csillagmotorokat építették be.
Az LWS meg nem valósult tervei közé tartozik az LWS–4 könnyű vadászrepülőgép és az LWS–7 Mewa II felderítő repülőgép, amelyeknek a prototípusa sem készült el.

## Az LWS által tervezett és gyártott repülőgépek
| Név                        | Jellemzői                                           | Gyártási darabszám |
| -------------------------- | --------------------------------------------------- | ------------------ |
| LWS–1 (Lublin R–XX)        | kétmotoros torpedóvető hidroplán, 1935              | 1                  |
| LWS–2                      | egymotoros könnyű mentőrepülőgép, 1937              | 1                  |
| LWS–3 Mewa                 | egymotoros futár- és felderítő repülőgép, 1937–1939 | 3+4                |
| LWS–4                      | egymotoros könnyű vadászrepülőgép                   | -                  |
| LWS–5                      | kétmotoros torpedóbombázó hidroplán                 | -                  |
| LWS–6 Żubr (PZL.30)        | kétmotoros közepes bombázó, 1936–1939               | 2+15               |
| LWS–7 Mewa II              | egymotoros futár- és felderítő repülőgép, 1939      | -                  |
| LWS Czapla (RWD–14 Czapla) | egymotoros futár- és felderítő repülőgép, 1935–1938 | 65                 |

## Külső hivatkozások
- Konstrukcje Lubelskiej Wytwórni Samolotów – A Lublini Repülőgépgyár konstrukciói (lengyel nyelven). awiacja.republika.pl. [2009. november 25-i dátummal az eredetiből archiválva]. (Hozzáférés: 2010. augusztus 15.)
- Lubelska Wytwórnia Samolotów (LWS) (lengyel nyelven). tnn.pl. [2007. december 20-i dátummal az eredetiből archiválva]. (Hozzáférés: 2010. augusztus 15.)